# 니부역
니부역(일본어: 丹生駅)은 일본 가가와현 히가시카가와시에 위치한 시코쿠 여객철도 고토쿠 선의 철도역이다. 역 번호는 T13이며, 섬식 승강장 1면 2선의 구조를 갖춘 지상역이다.

## 이용 현황
| 승차 인원 추이 | 승차 인원 추이 |
| 연도           | 1일 평균       |
| -------------- | -------------- |
| 2008           | 155            |
| 2009           | 150            |
| 2010           | 138            |
| 2011           | 156            |

## 역 주변
- 국도 제11호선

## 역사
- 1928년 4월 15일 : 일본국유철도 고토쿠 선의 역으로서 개업.
- 1935년 3월 20일 : 선로명 개정에 의해, 고토쿠 본선의 역이 된다.
- 1987년 4월 1일 : 일본국유철도 분할 민영화에 의해, 시코쿠 여객철도가 승계.
- 1988년 6월 1일 : 선로명 개정에 의해, 고토쿠 선의 역이 된다.

## 인접 역
| 시코쿠 여객철도           | 시코쿠 여객철도 | 시코쿠 여객철도             |
| ------------------------- | --------------- | --------------------------- |
| T 14 쓰루와 다카마쓰 방면 | 고토쿠 선       | 산본마쓰 T 12 도쿠시마 방면 |